# Košútova jaskyňa
Košútova jaskyňa je přírodní památka v katastrálním území obce Nitrianske Rudno v okrese Prievidza v Trenčínském kraji na Slovensku. Území bylo vyhlášeno v roce 1994. Předmětem ochrany je volně přístupná jeskyně.